# موریس‌ویل (میزوری)
موریس‌ویل (به انگلیسی: Morrisville) یک شهر در ایالات متحده آمریکا است که در شهرستان پالک، میزوری واقع شده‌است. موریس‌ویل ۱٫۶۶ کیلومتر مربع مساحت و ۳۸۸ نفر جمعیت دارد و ۳۵۵ متر بالاتر از سطح دریا واقع شده‌است.